# Boston Review
Boston Review est un magazine politique et littéraire trimestriel américain. Il publie des analyses politiques, sociales et historiques, des critiques littéraires et culturelles, des critiques de livres, de la fiction et de la poésie, en ligne et sur papier. Boston Review publie également une série de livres avec MIT Press.
Les rédacteurs en chef sont Deborah Chasman et le philosophe politique Joshua Cohen (en) ; Junot Díaz, écrivain lauréat du prix Pulitzer, est le rédacteur en chef pour la fiction.
Le magazine est publié par Boston Critic, Inc., une organisation à but non lucratif. Il a reçu les éloges d'intellectuels et d'écrivains de renom, notamment John Kenneth Galbraith, Henry Louis Gates Jr., John Rawls, Naomi Klein, Robin Kelley, Martha Nussbaum et Jorie Graham.

## Histoire
Boston Review a été fondée sous le nom de New Boston Review en 1975. Trimestriel consacré à la littérature et aux arts, le magazine a été lancé par un groupe comprenant Juan Alonso, Richard Burgin et Anita Silvey. En 1976, après le départ de certains des rédacteurs fondateurs, la publication fut coéditée par Juan Alonso et Gail Pool, puis par Gail Pool et Lorna Condon. À la fin des années 70, la publication est passée d’un rythme trimestriel à un rythme bimestriel. En 1980, Arthur Rosenthal devient éditeur du magazine, qui est rebaptisé Boston Review et édité par Nick Bromell. Les rédacteurs successifs furent Mark Silk puis Margaret Ann Roth, qui resta en poste jusqu'en 1991. Au cours des années 80, le thème du magazine s'est élargi et, au cours des années 90, il a accordé une plus grande place à la politique, tout en conservant un profil fort dans la fiction et la poésie.
Joshua Cohen a remplacé Roth en 1991 et est rédacteur en chef depuis lors. Le texte intégral de la Boston Review est disponible en ligne depuis 1995. Depuis 1996, trente livres ont été publiés à partir d'articles et de forums parus à l'origine dans la Boston Review . Depuis 2006, MIT Press publie une série « Boston Review Books ».
Deborah Chasman a rejoint le magazine en tant que co-rédactrice en chef en 2001. Junot Díaz, lauréat du prix Pulitzer, est l'actuel éditeur de fiction ; Timothy Donnelly, B. K. Fischer et Stefania Heim sont les éditeurs de poésie.
En 2010, Boston Review est passé du format tabloïd noir et blanc à un format brillant entièrement en couleur. Le magazine a de nouveau changé de format imprimé en 2017, fusionnant son magazine bimestriel d'intérêt général et ses publications de livres dans des livres thématiques trimestriels.
Le prix annuel « Discovery »/ Boston Review est décerné à un ensemble de poèmes écrits par un poète qui n'a pas encore publié de livre. En règle générale, le prix est décerné à quatre gagnants et quatre finalistes ; les gagnants lisent des extraits de leur œuvre au Unterberg Poetry Center du 92nd Street Y. Lancé dans les années 1960 sous le nom de prix The Nation / « Discovery », la Boston Review a repris l'administration du prix en 2007 lorsque The Nation a mis fin à son partenariat. Parmi les lauréats précédents du prix « Discovery » figurent John Ashbery, Alice James Books, Emily Hiestand, John Poch et Martin Walls.

## Récompense
En 2010, la Boston Review a reçu le prix Utne Independent Press Award du meilleur texte décerné par le magazine Utne Reader (en),,.